# 僕が9歳だったころ
『僕が9歳だったころ』（ぼくがきゅうさいだったころ、아홉살 인생）は、韓国映画。監督はユン・イノ。上映時間105分。
1970年代の韓国の田舎の小学校で繰り広げられるなつかしさがただよう映画。
原作は『9歳の人生』（ウィ・ギチョル著、清水由希子訳、河出書房新社）。  

## あらすじ
1970年代の田舎町。主人公ヨミン（キム・ソク）は、不良少年から友達を救い、母の片目を治すために働きに出る心優しい少年。ある日、ヨミンの通う小学校に、とても可愛らしい女の子チャン・ウリム（イ・セヨン）が転校してくる。ウリムはアメリカ育ちのため、着ているものから性格までみんなとはまったく違う。そんなウリムにヨミンはすっかり心うばわれ、彼女に自分の思いを託した手紙を渡す。しかし、当のウリムはそれを担任に告げ口し、ヨミンはすっかり笑いものになってしまう。
ある日、ウリムが川でおぼれかける。ヨミンがウリムを助け、二人は相思相愛になったかに思えたが、二人はひょんなことから仲たがいになってしまう。そんな二人をもどかしい思いで見守る友達たち。その中の一人クムボクは、ヨミンのことが好きだが、素直に気持ちを伝えられず、ついついウリムとはりあってしまう。ヨミンは、パルポンさんの言った「別れがつらいのは愛する人になにもしてあげられなくなるからだ。」という言葉に心揺さぶられ、ウリムになにかしてあげたいと思うようになる。
ヨミンは、秋から冬にかけてどことなくさびしく切ない季節に、いろいろな出来事に出会いながら、大人へと成長していく。ヨミンとウリム。二人は、ぶつかいあいながらも仲を深めていく。
懐かしい思い出。とまどう気持ち。少女少年のころの大人へののぼりみち。多くの人が経験したであろう輝かしい時期を登場人物の子供たちの心の動きとともに想起させ、涙腺を刺激する作品。

## キャスト
| 役名           | 俳優               | 日本語吹替 |
| -------------- | ------------------ | ---------- |
| ヨミン         | キム・ソク         | 水田わさび |
| チャン・ウリム | イ・セヨン         | 大前茜     |
| ヨミンの母     | チョン・ソンギョン | 深水由美   |
| ヨミンの父     | チ・デハン         | 原沢勝広   |
| ギジョン       | キム・ミョンジェ   | 亀井芳子   |